# Helene Scheu-Riesz
Helene Scheu-Riesz (geboren 18. September 1880 in Olmütz, Österreich-Ungarn; gestorben 8. Jänner 1970 in Wien) war eine österreichische Lyrikerin, Erzählerin, Übersetzerin sowie Gründerin und Herausgeberin des Sesam-Verlags.

## Leben
Ihre Eltern waren jüdischer Herkunft und betrieben in Olmütz einen Weinhandel. Sie besuchte das 1892 gegründete erste Mädchengymnasium in Wien und studierte dann an der Universität Wien Englisch und Philosophie.

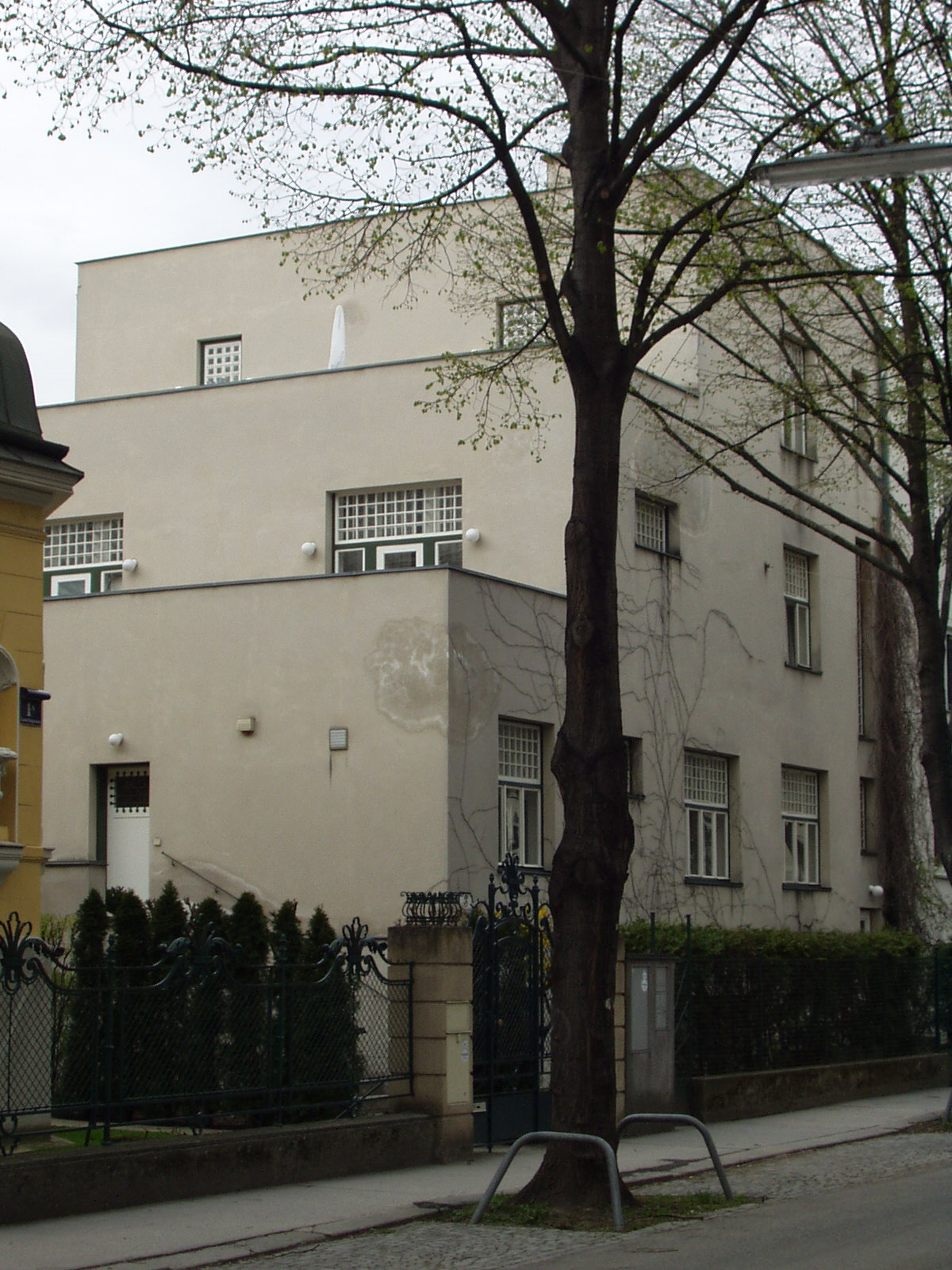
Larochegasse 3

Sie heiratete 1904 Gustav Scheu (1875–1935), Rechtsanwalt, für die Sozialdemokraten 1918–1923 Mandatar in der Wiener Kommunalpolitik. Das Paar hatte zwei Kinder: 1905 wurde Sohn Friedrich, 1954–1972 Außenpolitikredakteur der Wiener Arbeiter-Zeitung und Buchautor, geboren, Tochter Elisabeth (1875–2011), die nach zwei Jahren Architekturstudium in Wien am Massachusetts Institute of Technology (MIT) ihr Studium beendete und in den USA eine bekannte Architektin wurde. Mit ihrem Mann Winston Close führte sie das Architekturbüro Close Associates in Minneapolis.
Gustav Scheu ließ 1912/1913 nach dem Entwurf von Adolf Loos die in der Architekturgeschichte Haus Scheu genannte Villa, 13., Larochegasse 3, errichten, wo das Paar dann wohnte. Helene Scheu-Riesz beschäftigte sich mit Kinderpädagogik (Zusammenarbeit mit Eugenie Schwarzwald) und engagierte sich für die österreichische Frauenbewegung. In der Larochegasse führte sie einen Salon, in dem Künstler wie Alban Berg, Oskar Kokoschka und Loos verkehrten.
Am 12. Februar 1934 wurde die Sozialdemokratische Partei von der Diktaturregierung Dollfuß verboten.
1937 emigrierte Scheu-Riesz, 1935 Witwe geworden, in die USA, wo sie den von ihr in Wien gegründeten Sesam-Verlag weiterführte und die Island Press gründete. 1954 kehrte Scheu-Riesz nach Wien zurück.
Scheu-Riesz’ Urne wurde 1970 im Urnenhain der Feuerhalle Simmering in Wien neben der ihres Mannes Gustav Scheu (bestattet am 18. März 1935) beigesetzt (Abteilung 8, Ring 3, Gruppe 1, Nr. 15). In derselben Grabstätte wurden die Urnen des Sohnes Friedrich Scheu (1905–1985) und dessen Frau Herta (10. September 1912–1995) bestattet.

## Wirken
Scheu-Riesz schrieb Feuilletons für die Neue Freie Presse, gab ab 1910 Kinderbücher heraus und hatte, gemeinsam mit anderen Frauen, darunter Eugenie Hoffmann, die Idee, die besten Kinderbücher der Weltliteratur zu günstigsten Preisen in einem eigenen Verlag herauszubringen. Im selbstgegründeten Sesam-Verlag kam ab 1923 die Klassiker-Sammlung Kleine Sesam-Bücher heraus, deren Illustrationen von Absolventen der „Jugendkunstklasse“ Franz Cizeks an der Kunstgewerbeschule gestaltet wurden. Scheu-Riesz verfasste Romane, Märchenbücher, Essays, Puppen- und Weihnachtsspiele und übersetzte u. a. Sonette von E. B. Browning und Lewis Carrolls Alice im Wunderland.

## Veröffentlichungen
- 3 Märchenspiele. Wien o. J. (Konegens Kinderbücher. 87) (Signatur der ÖNB: 476454-A.87)
- Elisabeth Barrett Browning. Die Sonette aus dem Portugiesischen und andere Gedichte. In deutscher Uebertragung von Helene Scheu-Riesz. Axel Juncker, Berlin o. J. (Signatur der ÖNB: 665718-B und 683641-B)
- Klein Friedels Tag. Künstler Steinzeichnungen von Mela Koesler. Verse von Helene Scheu-Riesz. Wien o. J. (Wiener Bilderbücher. 2) (Signatur der ÖNB: 534820-B.2)
- Österreichische Volksmärchen. Teil 1. Wien o. J. (Konegens Kinderbücher. 32) (Signatur der ÖNB: 476454-A.32)
- Zirkus, ein buntes Bilderbuch. Verse von Helene Scheu-Riesz zu Bildern von A.Zangerl. Sesam-Verlag, Wien o. J. (Signatur der ÖNB: 555784-B)
- Die Abenteuer des Odysseus. Für die Jugend erzählt von Charles Lamb. Aus dem Englischen übertragen von Helene Scheu-Riesz. Wien 1910. (Konegens Kinderbücher. 76-78) (Signatur der ÖNB: 476454-A.76-78)
- In memoriam. Konegen, Wien 1910 (Signatur der ÖNB: 470383-B)
- Konegens Kinderbücher. Hrsg. von Helene Scheu-Riesz und Eugenie Hoffmann (etc.) Wien 1910 (Signatur der ÖNB: 476454-A)
- Japanische Volksmärchen. Bearbeitet von Helene Scheu-Riesz. Wien 1912. (Konegens Kinderbücher. 48) (Signatur der ÖNB: 476454-A.48)
- Gedichte. Konegen, Wien 1918 (Signatur der ÖNB: 529102-A)
- Der Revolutionär. Eine Lebensgeschichte. Koegen, Wien 1918 (Signatur der ÖNB: 529101-B)
- Dänische Volksmärchen für Kinder. Schulbücherverlag, Wien 1919 (Signatur der ÖNB: 536160-B)
- Wege zur Menschenerziehung. Wien 1921. (Bücher für Frieden und Freiheit. 2.) (Signatur der ÖNB: 538367-B.2)
- Aus den Schriften von Theodor Storm. Auswahl und Vorwort von Helene Scheu-Riesz. Ausstattung von Eduard Stella.  Jugendverlag Eckarthaus, Wien 1922 (Jugendhefte für Literatur und Kunst. 10) (Signatur der ÖNB: 537032-B.10)
- Christkindls Weihnachtstraum. Sesam-Verlag, Wien 1922 (Sesam-Bücher. 7) (Signatur der ÖNB: 582971-A.7)
- Bulgarische Volksmärchen. Wien 1922 (Sesam-Bücher. 20) (Signatur der ÖNB: 582971-A.20)
- Bunte Sesam-Bücher. Eine Weltliteratur der Jugend. Hrsg.: Helene Scheu-Riesz und Eugenie Hoffmann. Sesam-Verlag, Wien 1922 ff (Signatur der ÖNB: 582993-A)
- The Christ-Child's Christmas-dream. Sesame-publishing-comp., Vienna 1922 (Sesame-Books. 7) (Signatur der ÖNB: 664236-A.7)
- Englische Kinderreime. Ins Deutsche übertragen von Helene Scheu-Riesz. Sesam-Verlag, Wien 1922 (Sesam-Bücher. 30) (Signatur der ÖNB: 582971-A.30)
- Die gähnende Prinzessin. Sesam-Verlag, Wien 1922 (Sesam-Bücher. 5) (Signatur der ÖNB: 582971-A.5)
- Das Märchen vom goldenen Spinnrad. Böhmisches Volksmärchen. Erzählt von Helene Scheu-Riesz. Sesam-Verlag, Wien 1922 (Sesam-Bücher.18) (Signatur der ÖNB: 582971-A.18)
- Der Knecht von Khorasan. Persisches Märchen, übersetzt von Helene Scheu-Riesz. Sesam-Verlag, Wien 1922. (Sesam-Bücher) (Signatur der ÖNB: 582971-A.22)
- Der Teufel und sein Lehrjunge und andere serbische Volksmärchen. Erzählt von Helene Scheu-Riesz. Sesam-Verlag, Wien 1922. (Sesam-Bücher. 19) (Signatur der ÖNB: 582971-A.19)
- The wave. Sesame-publishing-comp., Vienna 1922. (Sesame-Books. 3) (Signatur der ÖNB: 664236-A.3)
- Die Welle. Sesam-Verlag, Wien 1922. (Sesam-Bücher. 3) (Signatur der ÖNB: 582971-A.3)
- The yawning princess. Sesame-publishing-comp., Viena 1922. (Sesame-Books. 5) (Signatur der ÖNB: 664236-A.5)
- Austrian Fairy Tales. Vienna (usw.) 1924. (World Library for Children (English Ed.) 29.) (Signatur der ÖNB: 547616-A.29)
- Frühlingsregen. Ein Osterspiel für Kinder. Sesam-Verlag, Wien 1924. (Sesam-Bücher. 58) (Signatur der ÖNB: 582971-A.58)
- Islinde. Ein Spiel in 4 Akten. Österreichischer Schulbücherverlag, Wien 1924 (Signatur der ÖNB: 297712-B.The und 549721-B)
- Das Jahr in Bildern. Verse. Sesam-Verlag, Wien 1924. (Sesam-Bücher. 59.60) (Signatur der ÖNB: 582971-A.59.60 und 556399-B)
- Der Rattenfänger von Hameln. Eine Kindergeschichte von Robert Browning in deutsche Verse übertragen von Helene Scheu-Riesz. Wien 1924. (Sesam-Bücher.50) (Signatur der ÖNB: 582971-A.50)
- Tales of Eastern Europe. Vienna (usw.) 1924. (World Library for Children. (English Ed.) 22.) (Signatur der ÖNB: 547616-A.22)
- Das Weihnachtsspiel vom Rattenfänger. Sesam-Verlag, Wien 1924 (Bunte Sesam-Bücher. 120) (Signatur der ÖNB: 582993-A.120)
- Kasperl am Wundersee. Ein Puppenspiel. Sesam-Verlag, Wien 1925 (Bunte Sesam-Bücher. 123) (Signatur der ÖNB 582993-A.123)
- Märchen aus dem All. Sesam-Verlag, Wien 1925 (Bunte Sesam-Bücher. 72,21-25 Taus.) (Signatur der ÖNB: 582993-A.72,21-25. Taus. und 476454-A.72)